# NGC 4342
NGC 4342 é uma galáxia elíptica (E-S0) localizada na direcção da constelação de Virgo. Possui uma declinação de +07° 03' 16" e uma ascensão recta de 12 horas, 23 minutos e 39,1 segundos.
A galáxia NGC 4342 foi descoberta em 13 de Abril de 1784 por William Herschel.